# Восстановитель репутаций
«Восстановитель репутаций» (англ. The Repairer of Reputations) или «Реставратор репутаций» — рассказ Роберта Чемберса, который вошёл в сборник «Король в жёлтом» (1895). Этот рассказ является примером фантастики Чемберса и первым рассказом в сборнике, в котором упоминается «Король в жёлтом» и «Жёлтый знак». Хильдред является ярким примером приёма «ненадежный рассказчик».

## Сюжет
Действие происходит в Нью-Йорке в 1920 году (через 25 лет после публикации рассказа), в вымышленном будущем. Повествование происходит от лица Хильдреда Кастена, молодого человека, личность которого резко меняется после травмы головы, полученной при падении с лошади. Доктор Арчер отправляет его в больницу для лечения. В это время Соединённые Штаты, по-видимому, процветали. Расцвет новой аристократии привел к принятию законов, уменьшающих иммиграцию иностранцев, изгнание евреев и создание независимого государства для лиц африканского происхождения. В дальнейшем осуществлялась принудительная ассимиляция населения, чтобы использовать их в числе гусаров Вооруженных Сил (что не «решает» «индейскую проблему»). Самоубийство было легализовано и в городах установили «Правительственные камеры смерти». Хильдред, находясь на лечении, читает «Короля в жёлтом» (вымышленную пьесу), что подвергнута цензуре: 
Я не могу забыть Каркозу, где черные звезды висят в небесах; тени от мыслей человека удлиняются днем, когда два солнца тонут в озере Хали; и в памяти запечатлен образ Бледной Маски. Я молю Бога проклясть автора так же, как он проклял мир этим красивым, поразительным творением, ужасающим в простоте, неотразимым в истине — мир, что трепещет перед Королем в Жёлтом. 
Пьеса оказывает сильное влияние на Хильдреда, некогда богатого дилетанта и доброжелательного гражданина, который становится эксцентричным отшельником, и проводит дни за изучением старых книг. Хильдред посещает оружейника Хауберка на Бликер-стрит, чья дочь Констанция влюблена в Луи, кузена Хильдрена. На втором этаже живёт ещё более эксцентричный мистер Уайльд, который и является «Восстановителем репутаций» из названия рассказа. Уайльд утверждает, что является затейщиком обширного заговора и наладил связи с десятком тысяч человек, у которых покупает сведения, а сферы, а затем шантажирует влиятельных людей информацией, угрожающей их репутации. Уальд записывает в гроссбухе даты подпорченной репутации клиентов, среди которых продавцы церковных украшений, азартные игроки, жулики, моряки и прочие. Уайльд убеждает Хильдреда, что он наследник «Короля в жёлтом» и покорит мир:
Одну за одной я просматривал потрепанные страницы «Имперской Династии Америки», истертые лишь от моих касаний, и знал все наизусть, от начала «Когда из Каркозы, Гиад, Хастура и Альдебарана», до «Кастень, Луи де Кальвадос, родился девятнадцатого декабря 1877 года» и «Ильдрэ де Кальвадос, единственный сын Ильдрэ Кастеня и Эдит Ландес Кастень, первый по наследованию». Мы с Уальдом составили список из тысяч имен; каждый получил «Желтый Знак», которым не смел пренебрегать ни один живущий человек.
Уайльд уверяет, что Хильдред с его помощью станет наследником «Последнего короля», чей род происходит из затерянного королевства Каркоза, но указывает на кузена Луи, стоящим перед Хильдредом в порядке наследования. Хильдред идет домой и любуется диадемой, которую он прячет в сейфе. Луи застает его в короне, которая почему-то кажется ему дешёвой поделкой, а сейф — коробкой из под печенья. Перед помолвкой Луи с Констанцией Хильдред требует отказаться от «притязаний на престол» и уйти в «изгнание», а в будущем никогда не жениться. Хильдред предъявляет лист бумаги, на котором изображен Жёлтый знак, но Луи не понимает что это, как и сути обвинений. Луи считает Хильдреда нездоровым, но соглашается отказаться от претензий. Хильдред злится угрожает ножом, которым он убил доктора Арчера. Затем Хильдред бросается бежать в квартиру мистера Уайльда, а Луи следует за ним. Хильдред надевает корону и мантию:
Время пришло, народ должен узнать сына Хастура, и весь мир склонится перед чёрными звёздами, что в небе над Каркозой…
В темноте Хильдреда пугает кошка и от испуга он убивает ножом Уайльда, тем самым разрушив свои планы по завоеванию мира. Прибывает полиция и усмиряет Хильдреда. Он обвиняет Луи и Констанцию в том, что они захватили трон и империю. Неизвестно, с какого момента Хильдред задумал убийства и действительно ли он их совершал. Позже Хильдред умер в приюте для душевнобольных преступников.

## Персонажи
- Хильдред Кастен (англ. Hildred Castaigne): главный герой и рассказчик. Сильно изменился после травмы головы и чтения «Короля в жёлтом» во время выздоровления. Хильдред проводит большую часть своего времени, изучая старые книги; он никогда не упоминает о работе и, кажется, независим и богат. Хильдред — классический пример «ненадежного рассказчика», поскольку он часто отмечает, что другие люди, кажется, высмеивают его или относятся с недоумением к вещам, которые он считает очень важными или как к несущественным либо несуществующим. От полученной травмы головы и прочтения пьесы, вызывающей безумие, у него развивается мания величия.
- Мистер Уайльд (англ. Mr. Wilde): «Восстановитель репутаций», — уверяет, что держит под своим влиянием очень влиятельных людей. Причудливый и эксцентричный персонаж, живёт в грязном офисе над магазином Хоуберка. Изуродован (возможно, микроцефалический), он потерял уши и несколько пальцев. У него живёт злобный дикий кот, который нападает на него. Хотя, его здравомыслие сомнительно, рассказчик относится к Уайльду как к гению, кладезю ценной информации.
- Луи Кастен де Кальвадос (англ. Louis Castaigne de Calvados): двоюродный брат Хильдреда, военный. Луи не разделяет интеллектуализма или амбиций своего кузена и в основном сосредоточен на своей любви к дочери Хоуберка, Констанции. Луи приходит в ужас, обнаружив, что Хильдред читал «Короля в жёлтом», но, похоже, пытается высмеять эксцентричность и странное поведение Хильдреда.
- Хауберк (англ. Hawberk): оружейник, Хауберк изготавливает и ремонтирует старинные доспехи в маленьком магазине под магазином мистера Уайльда. Кастен и мистер Уайльд оба считают, что Хоуберк тайно является изгнанным маркизом Эйвоншира (вымышленный графство в Англии). Хауберк заметно потрясен, когда Кастен косвенно намекает на это в разговоре. Имя Хауберка, вероятно, происходит от слова «хауберк», означающего кольчугу.
- Констанция Хоуберк (англ. Constance Hawberk): дочь Хоуберка, красивая девушка, помолвленная с Луи Кастенем.
- Вэнс (англ. Vance): клиент Уайльда и пациент психбольницы.

## Вдохновение

### Характер «Анти-истории»
Чемберс создал в этом произведении раннюю версию того, что с тех пор стало называться «анти-историей». Это тип художественного письма, в котором одно (или несколько) основных правил повествования коротких рассказов каким-то образом нарушаются, что часто приводит к тому, что большинство читателей сочло бы «экспериментальной литературой». В случае с рассказом «Восстановитель репутаций» Чемберс почти предлагает читателю усомниться в каждой детали, о которой рассказывает герой, который является ярким примером «ненадежного рассказчика». Чемберс нарушает согласованность или «договор» между автором и читателем, отказываясь рассказать правдоподобную и интересную часть истории (даже с учётом «приостановки недоверия», требуемой от художественной литературы). Он поясняет это в одном из моментов рассказа, когда Хильдред вынимает свою «императорскую корону» из «сейфа» (который Луи отвергает как коробку из-под печенья), демонстрируя при этом нетерпение по поводу ненужного ожидания предполагаемых минут, которые требуются на то, чтобы образовать «замок времени», а затем дать ход всему циклу в истории.
Чемберс упоминает конную статую Филипа Шеридана.

### Хастур
Чемберс использует имя Хастур из творчества Амброуза Бирса, но не как божества пастухов, а как название для Иных миров:
- «Когда из Каркозы, Гиад, Хастура, Альдебарана» (англ. When from Carcosa, the Hyades, Hastur, and Aldebaran).
- Он упомянул создание династии в Каркозе, озеро объединяющее Хастур, Альдебаран и тайну Гиад (англ. He mentioned the establishment of the Dynasty in Carcosa, the lakes which connected Hastur, Aldebaran and the mystery of the Hyades).
- Время пришло, люди должны узнать о сыне Хастура, а весь мир — поклониться чёрным звездам, что висят в небесах над Каркозой (англ. The time had come, the people should know the son of Hastur, and the whole world bow to the black stars which hang in the sky over Carcosa).
- Наконец-то я был Королем, Королем по праву в Хастуре, Королем, потому что я знал тайну Гиад, и мой разум изучил глубины озера Хали (англ. At last I was King, King by my right in Hastur, King because I knew the mystery of the Hyades, and my mind had sounded the depths of the Lake of Hali).

## Критика
Дэвид Хартвелл описал «Восстановитель репутаций» как «выдающееся достижение» и «ужасающий рассказ, который также является изощренным авангардным произведением научной фантастики».